# Quitman (Géorgie)
Pour les articles homonymes, voir Quitman.
La ville de Quitman est le siège du comté de Brooks, dans l’État de Géorgie, aux États-Unis.

## Démographie
| 1870 | 1880  | 1890  | 1900  | 1910  | 1920  |
| ---- | ----- | ----- | ----- | ----- | ----- |
| 784  | 1 400 | 1 868 | 2 281 | 3 915 | 4 393 |

| 1930  | 1940  | 1950  | 1960  | 1970  | 1980  |
| ----- | ----- | ----- | ----- | ----- | ----- |
| 4 149 | 4 450 | 4 769 | 5 071 | 4 818 | 5 188 |

| 1990  | 2000  | 2010  | - | - | - |
| ----- | ----- | ----- | - | - | - |
| 5 292 | 4 638 | 3 850 | - | - | - |

Elle comptait 4 638 habitants lors du recensement de 2000.

## Source
- (en) Cet article est partiellement ou en totalité issu de l’article de Wikipédia en anglais intitulé « Quitman, Georgia » (voir la liste des auteurs).